# Yevgueni Rodiónov
Yevgueni Aleksándrovich Rodiónov (en ruso: Евге́ний Алекса́ндрович Родио́нов; 23 de mayo de 1977-23 de mayo de 1996) fue un soldado ruso que luchó en la Primera Guerra de Chechenia y fue tomado como prisionero de guerra por los rebeldes chechenos, y después ejecutado en cautiverio.
Ganó mucha admiración en su país natal por las circunstancias de su muerte, ya que se presume que fue asesinado al negarse a convertirse al islam y desertar al lado enemigo. A pesar de que es venerado popularmente, no es venerado por la Iglesia ortodoxa como un mártir por falta de evidencias sobre su muerte. A pesar de esto, su imagen esta distribuida en varias capillas y catedrales ortodoxas.

## Primeros años
Yevgueni nació el 23 de mayo de 1977 en el pueblo de Chibirley, Distrito de Kuznetsky, en el Óblast de Penza, hijo de Aleksandr Konstantinovich Rodionov y de Liubov, Vasiliyevna. Su padre, Aleksandr, era carpintero y fabricante de muebles (murió una semana después de que Yevgueni lo hiciera). Su madre, Liubov, también era carpintera.
En 1978, cuando tenía un año, fue bautizado como ortodoxo, pero no usó una cruz pectoral hasta que la primera se le fue otorgada entre 1988 y 1989, mientras atendía a una eucaristía con su abuela. Su madre no aceptó esto, ya que ella era atea, aun así, Yevgueni nunca se la quitó; después dejó de usarla con una cadena, para cambiarla por una pequeña cuerda. Después de terminar 9º grado en una escuela rural de Kurilovo, en el Óblast de Moscú, empezó a trabajar en una fábrica de muebles y aprendió a conducir.

## Servicio militar y captura

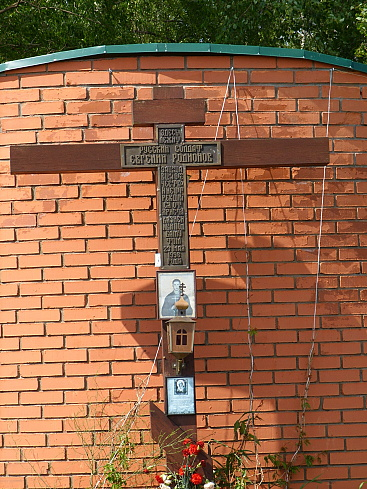
Tumba de Evgeniy Rodionov.

Aunque Yevgueni quería ser cocinero, fue reclutado en las Fuerzas Armadas de Rusia el 25 de junio de 1995. Su entrenamiento se llevó a cabo en la Unidad Militar 2631 de las tropas fronterizas rusas en Oziorsk, en el Óblast de Kaliningrado. El 10 de junio de 1995, Rodiónov tomó juramento. Fue desplegado en Chechenia, donde prestó servicio con las tropas fronterizas de Rusia en un puesto militar y fue operador de RPG.
El 13 de enero de 1996 Yevgueni fue desplegado en Nazrán, una localidad en Ingusetia, y un mes después, el 14 de febrero de 1996, estaba haciendo guardia en un camino acompañado por los soldados Andréi Trusov, Igor Yakovlev y Aleksandr Zheleznov. Durante su servicio, un automóvil que transportaba armas y que estaba siendo conducido por el general de brigada de Chechenia, Ruslán Jaijoroyev, fue detenido por los soldados. Durante su intento de examinar el automóvil, todos ellos fueron detenidos por una docena de rebeldes chechenos y tomados prisioneros. Inicialmente, fueron anunciados como desertores, y la policía militar llegó a la casa de la madre de Yevgueni para buscar a su hijo desaparecido. Solo después de una inspección detallada del punto de control, los policías descubrieron algunos rastros de sangre y combate, y luego, los tres soldados fueron declarados como desaparecidos en acción y posiblemente tomados prisioneros. La madre de Yevgueni, Liubov, fue a Chechenia, pero el comandante de Yevgueni simplemente le dijo que su hijo estaba capturado. Shamil Basáyev, guerrillero checheno, se reunió con Liubov y le prometió que la ayudarían a encontrar a su hijo Yevgueni, pero apenas unas horas después de la reunión, encontró el cadáver de su hijo.
Un tiempo después, se revelaría que en el decimonoveno cumpleaños de su hijo, el 23 de mayo de 1996, después de más de 100 días de torturas en un sótano donde lo mantenían colgando de sus manos, a Yevgueni y a sus compañeros capturados se les ofreció negar a Cristo y convertirse al islam para "salvar sus vidas". Yevgueni se negó a convertirse al islam e incluso a quitarse la cruz de plata que llevaba. Después de esa decisión fue decapitado por los rebeldes chechenos. El soldado fue asesinado en las afueras de la aldea chechena de Bamut. Ruslán Jaijoroyev, el asesino, acompañado por un representante de la OSCE, confesó más tarde en el asesinato de Yevgueni Rodiónov y le dijo a la madre de Yevgueni: 

Tu hijo tenía la opción de mantenerse con vida. Pudo haberse convertido al Islam, pero no aceptó quitarse esa cruz. También intentó escapar una vez.

Yevgueni fue decapitado junto con Andréi Trusov. Igor Yakovlev y Aleksandr Zheleznov fueron acribillados. La cruz de Yevgueni fue entregada a una iglesia en Pizhy. Rodionov fue enterrado en Moscú, cerca del pueblo de Santino-Russkoye en la iglesia de la ascensión.

## Veneración
Yevgueni Rodionov recibió póstumamente la Orden de Coraje de Rusia. Hubo un movimiento creciente dentro de la Iglesia Ortodoxa Rusa para canonizarlo como un santo cristiano y mártir por la fe. Algunos soldados rusos, sintiéndose abandonados por su gobierno, se han arrodillado en oración ante su imagen. Una de esas oraciones dice:

Tu mártir, Yevgueni, oh Señor, en sus sufrimientos ha recibido una corona incorruptible de ti, nuestro Dios, por tener tu fuerza, él ha derribado a sus torturadores, ha derrotado a la insolencia impotente de los demonios. A través de sus oraciones, salva nuestras almas.

A partir de 2003, los iconos religiosos que representan a Yevgueni se habían vuelto populares. Su madre tiene uno ella misma; ella ha sugerido que el ícono de su hijo a veces emite un perfume que ella considera sagrado.
Debido a la devoción popular dada al Mártir Yevgueni, los fieles ortodoxos buscaron la canonización oficial del Patriarcado de Moscú. Inicialmente, se negó, lo que dividió a la Iglesia Ortodoxa en Rusia. Maksim Maksimov, Secretario de la Comisión de Canonización, explicó la posición del Sínodo en Tserkovny Vestnik (Boletín de la Iglesia), la publicación oficial de la Iglesia Ortodoxa Rusa. Sus argumentos pueden resumirse en tres puntos:
1. La única evidencia de que el soldado fue ejecutado por esta fe es el testimonio de su madre, quien en su amor hizo un dios de su hijo.
2. La Iglesia Ortodoxa Rusa nunca ha canonizado a alguien muerto en una guerra.
3. Los tiempos de Nuevos Mártires acabaron con el régimen bolchevique.

Sin embargo, enfatizó que el difunto puede ser honrado sin canonización. El patriarca Alejo II de Moscú bendijo personalmente el relato popular de la vida de Yevgueni, pero le preocupaba que su culto se convirtiera en ira antimusulmana.
Los opositores a la decisión, incluido Aleksandr Shargunov, un conocido sacerdote, argumentaron que un brote de amor de la gente es suficiente para la verdad y que la tumba de Yevgueni hace milagros, cura a los enfermos y reconcilia a los enemigos. También señalaron que el soldado no murió en la guerra sino en cautiverio y que decir que el tiempo de los mártires ha terminado es casi una herejía.